# 犬房春彦
犬房 春彦（いぬふさ はるひこ、1957年10月2日 - ）は、日本の医師、医学者。学位は医学博士。岐阜大学 科学研究基盤センター 共同研究講座 抗酸化研究部門 特任教授。公益財団法人 ルイ・パストゥール医学研究センター 抗酸化研究室 主席研究員。日本認知症予防学会エビデンス創出委員会実行委員。日本脳サプリメント学会 理事（第3回学会 大会長）。

## 略歴
- 1982年 近畿大学 医学部 卒業
- 1991年～2000年 近畿大学 医学部 講師
- 2001年～2003年 近畿大学 医学部 臨床医学部門／臨床栄養学 教授
- 2004年4月～10月 ストラスブール大学 欧州テレサージェリー研究所 客員教授
- 2004年11月～2005年3月 スペイン バルセロナ大学外科学教室 客員教授
- 2005年4月～2006年12月 近畿大学 医学部 先端医療・医療経済対策室 室長
- 2007年～2013年10月 ブルックフィールドメディカル株式会社 代表取締役
- 2011年～2013年10月 TIMA Japan株式会社 代表取締役
- 2013年11月～ 岐阜大学 生命科学研究支援センター 抗酸化研究部門 部門長 特任教授

## 賞罰
- 1994年 公益財団法人大阪対ガン協会　平成５年度研究助成奨励[1]
- 1997年 日本消化器病学会　研究奨励賞
- 1998年 近畿大学医学会賞
- 2018年11月 第8回 SIPS2018において学会特別賞 Geim International Innovation Award[2]を受賞
- 2022年11月 第10回 SIPS2022においてムラド国際生命改善賞 Murad International life improvement award[3]を受賞

※ SIPS（Sustainable Industrial Processing Summit）